# سیارک ۶۷۱۳
سیارک ۶۷۱۳ (به انگلیسی: 6713 Coggie، نامگذاری:1990KM) شش هزار و هفتصد و سیزدهمین سیارک کشف شده‌است که در ۲۱ مه ۱۹۹۰ کشف شد.